# Liz Shaw
La Dra. Elizabeth "Liz" Shaw es un personaje de ficción interpretado por Caroline John en la longeva serie británica de ciencia ficción Doctor Who. Se trata de un miembro civil de UNIT, y una acompañante del Tercer Doctor para la temporada de 1970. Liz apareció en 4 historias (25 episodios).

## Apariciones
Liz Shaw apareció por primera vez en el primer serial de la séptima temporada, Spearhead  from Space, después de ser llamada de la Universidad de Cambridge por el Brigadier Lethbridge-Stewart para que trabaje de consejera científica para UNIT. Es una científica competente, experta en meteoritos con un grado en medicina, física y una docena de otras materias. Su extenso aprendizaje, sin embargo, palidece en comparación con el conocimiento del propio Doctor del universo y principios científicos más allá de los de la Tierra. Al principio se mostró escéptica ante el objetivo de UNIT de ser defensa ante invasiones alienígenas, pero cambió de opinión cuando conoció al recién regenerado Doctor y se involucró en detener los planes de la Conciencia Nestene y sus autones de plástico animado.
Liz siguió trabajando con el Doctor y UNIT enfrentándose contra los Silurians, los Embajadores de la Muerte y el proyecto Inferno, donde el Doctor también conoció a la líder de sección Elizabeth Shaw un alter ego de Liz en una línea temporal paralela. Finalmente, dimite de UNIT para volver a Cambridge. No hubo escena de despedida en pantalla, y su marcha simplemente la anunció el Brigadier al principio de Terror of the Autons. Al parecer ella le dijo al Brigadier que lo único que el Doctor necesitaba de verdad era alguien que le pasara los tubos de ensayo y le dijera lo brillante que es.
La vida de Liz después de abandonar UNIT no se explora en la serie, aunque en la historia de The Sarah Jane Adventures de 2010, Death of the Doctor, uno de los personajes de UNIT menciona que "la Srta. Shaw no puede volver de la base lunar hasta el martes". Caroline John apareció como una imagen ilusoria de Liz en el especial del 20 aniversario The Five Doctors (1983), y de nuevo como Liz en el especial benéfico de 1993 Dimensions in Time.

## Casting y caracterización
El papel de Liz Shaw se le dio a Caroline John tras ser recomendada por James Cellan Jones, del equipo de producción saliente. Aunque John había trabajado regularmente en el teatro (incluyendo el National Theatre con Laurence Olivier), estaba frustrada por no haber conseguido ningún papel en televisión. Según varias publicaciones en DVD de la serie y entrevistas con la actriz en persona, como último recurso John se fotografió en bikini y envió la fotografía a varios productores de la BBC. La foto acabó en el despacho de Peter Bryant, que le ofreció el papel una vez se hubieron conocido, sin ningún casting formal o prueba de pantalla. Tras aparecer en 25 episodios que conformaron los cuatro seriales de la séptima temporada, John dejó el programa porque estaba embarazada de su primer hijo, aunque el nuevo productor Barry Letts ya había decidido no renovar su contrato. En 1978, John mostró sentimientos encontrados sobre su papel como Liz, diciendo, "Estaba emocionada al principio de ser una chica con cerebro, pero lo que todos los directores querían era una chica sexy. Fue un esfuerzo tan grande parecer glamurosa entre pozas de barro y cubos de basura. Disfruté de la serie, pero la encontré restringente al cabo de un tiempo". John siguió apareciendo en convenciones de fanes a partir de los noventa.
John particularmente disfrutó su papel de la versión "fascista" de Liz que aparece en el universo paralelo en Inferno, no gustándole cuando tuvo que volver a la Liz normal. Liz ha sido vista más como una asistente que como la tradicional acompañante, porque nunca viajó en la TARDIS. A diferencia de otros acompañantes, Liz sirve de puente entre el mundo del Doctor y el de UNIT más con los pies en la tierra. También ha sido descrita como más madura e igualada al Doctor que acompañantes anteriores. Tras la muerte de Caroline John en 2012, el actual showrunner de Doctor Who, Steven Moffat, describió a Liz como "no sólo una compañera, sino una científica por derecho propio" y un ejemplo de su sentimiento de que "los acompañantes del Doctor nunca deberían ser sus asistentes - son la gente que le mantiene en marcha".

## Recepción
Christopher Bahn de The A.V. Club describió a Liz como una "oportunidad perdida" porque tuvo tan poco tiempo como asistente y parecía que "los productores realmente no sabían qué hacer con un personaje femenino fuerte e inteligente". Bahn también comentó que "el cinismo y escepticismo de Liz era una buena cualidad para un científico, pero también era un tic a veces molesto". En un análisis de Doctor Who and the Silurians para Doctor Who: The Television Companion, David J. Howe y Stephen James Walker se mostraron positivos hacia Liz, de quien dijeron que era "un papel muy bueno, muy alejado de los jóvenes acompañantes inocentes del pasado". Mark Braxton de Radio Times pensó que, a pesar de su corta apariencia, "Liz se consolidó gracias a su mente brillante, una sucesión de indumentarias locas y la profesionalidad consumada de Caroline John como actriz". Braxton también señaló que "era demasiado preocupada para ser fría" y a pesar de no tener el "afecto de acompañante" que después se vio con Jo Grant y Sarah Jane Smith, los dos tenían un "innato respeto" mutuo. El colega de Braxton, Patrick Mulkern, mientras calificó a John como una "actriz con un don", criticó la forma en que Liz estaba "severamente estereotipada" en su primera aparición. Ian Berriman de SFX también criticó a Liz en Spearhead from Space, escribiendo que era "tan sarcástica que resultaba molesta". Will Salmon, de la misma revista, listó la marcha de Liz como una de las peores de la serie, ya que simplemente "se esfumó entre temporadas". John Sinnott de DVD Talk pensó que John pudo pasar como "un poco encorsetada" y que no tenía mucha química con Pertwee, muy probablemente por su relación personal. En 2010, los lectores de Radio Times votaron a Liz la 27ª mejor acompañante entre 48 opciones. En la película de 2012 de Ridley Scott Prometheus, el personaje de Noomi Rapace es la Dra. Elizabeth Shaw, una probable referencia al personaje de Doctor Who, ya que Scott solía trabajar para la BBC como diseñador.